# The Shard

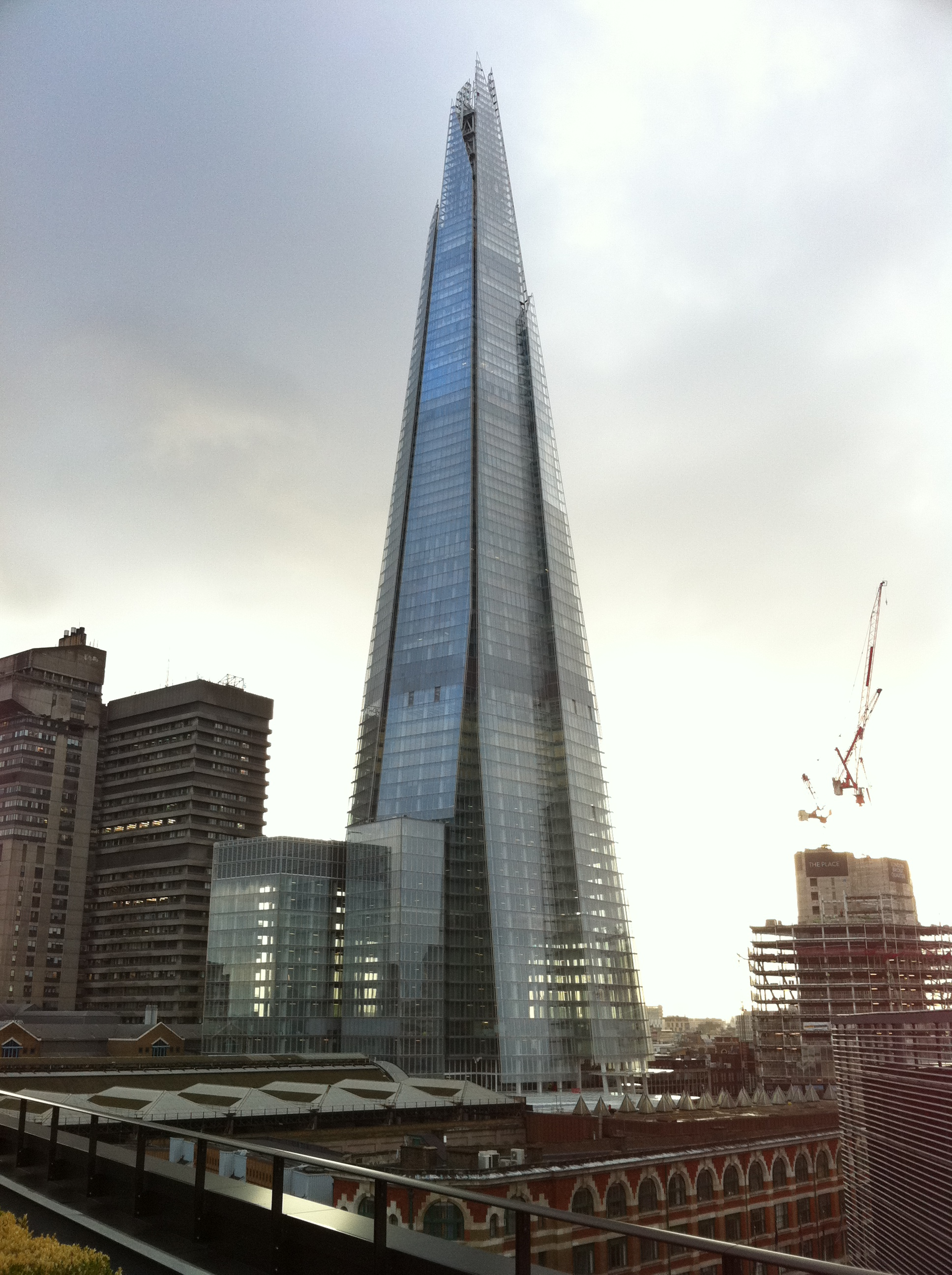
A londoni Shard felhőkarcoló

A The Shard (további nevek: Shard London Bridge, London Bridge Tower, the Shard of Glass, magyarul Üvegszilánk) egy felhőkarcoló az angliai Londonban, mely Renzo Piano tervei alapján épült. Magassága 309,7 méter, ezzel Európa negyedik legmagasabb épülete, valamint az Egyesült Királyság második legmagasabb szabadon álló építménye a 330 méteres Emley Moor átjátszó állomás után.
Az épületet 2012 júliusában adták át.